# Уорлд-Парк-Бейс
Уорлд-Парк-Бейс (англ. World Park Base) — неправительственная антарктическая круглогодичная полярная станция, основанная в 1987 году международной экологической организацией «Гринпис» и просуществовавшая до 1992 года. Находилась на мысе Эванс острова Росса. Целью работы этой станции было привлечение внимания мирового сообщества к проблемам охраны окружающей среды в Антарктике.

## Предыстория
Начало работе по созданию станции положил Дэвид Мактаггарт, ранее (в 1972 году) возглавлявший в «Гринпис» кампанию протеста против проведения Францией ядерных испытаний в южной части Тихого Океана. В 1978 году Джим Барнс (англ. Jim Barnes) основал «Коалиция Антарктики и Южного Океана» (англ. Antarctic and Southern Ocean Coalition, ASOC), и он убедил Дэвида Мактаггарта в том, что «Гринпис» следует поддержать кампанию по созданию Мирового парка Антарктика (англ. Word Park Antarctica Campaign). Эта концепция состояла в том, чтобы сделать Антарктику полностью мирной заповедной зоной, свободной от любого оружия, а также максимально сохранить нетронутую природу этого региона, не допуская в нём никакой хозяйственной и иной деятельности, кроме ограниченных научных исследований.
В то время уже существовала система международных договоров об Антарктике и об охране Всемирного наследия, в рамках которой предполагалось достичь этой цели. Но вопрос о коммерческой эксплуатации природных ресурсов Антарктики не был решён окончательно; между странами — участницами Договора об Антарктике велись дискуссии о допустимости разведки и добычи полезных ископаемых. «Гринпис» и ASOC были категорически против разведки и эксплуатации антарктических месторождений. «Гринпис» провёл акции протеста в столицах стран — участниц Договора об Антарктике и акции по задержке отправления судов, идущих в Антарктику с целью разведки месторождений нефти. Позднее «Гринпис» решил осуществлять природоохранную общественную деятельность непосредственно в Антарктике.

## Создание станции
В 1985—1986 годах «Гринпис» организовал свою первую антарктическую экспедицию. Она отправилась из новозеландского порта Литтелтон к острову Росса с целью создания базы. Однако из-за сложных ледовых условий экспедиция не достигла острова. В течение южнополушарного лета база была временно смонтирована и испытана в Новой Зеландии, и на следующий год экспедиция снова отправилась в Антарктику. Наконец, 25 января 1987 года экспедиционное судно бросило якорь у мыса Эванса, а 13 февраля сборно-разборная зелёная хижина была установлена на мысе в 200 ярдах от хижины Роберта Скотта. На этом месте (77°38' ю. ш., 166°24' в. д.) ранее располагался базовый лагерь частной экспедиции.

## Работа станции
Задачей созданной станции стал мониторинг деятельности, осуществляемой на острове и вокруг него (в первую очередь на расположенной в 18 милях станции Мак-Мердо) и влияния этой деятельности на состоянии окружающей среды. Уорлд-Парк-Бейс стала постоянно действующей полярной станцией; на ней круглый год проживали четыре человека (были и мужчины, и женщины). Снабжение станции осуществлялось по морю кораблями «Гринписа».
На станции Уорлд-Парк-Бейс были впервые опробованы на практике экологически безопасные способы жизнеобеспечения в условиях Антарктики: было начато использование альтернативных источников энергии, исключено загрязнение отходами окружающей среды.
Но, в отличие от полярников большинства других антарктических полярных станций, сотрудники «Гринписа» занимались не только наблюдениями и научными исследованиями. Участники антарктических экспедиций «Гринписа» и в полярных условиях проводили акции протеста, в том числе:
- временно блокировали строительство взлётно-посадочной полосы на французской станции Дюмон-д’Юрвиль, потому что опасались, что полёты могут нанести ущерб птицам, во множестве обитающим на близких к станции небольших островах;
- на станции Мак-Мердо перенесли мусор со свалки к административному зданию — в знак протеста против ненадлежащего обращения с отходами и топливом;
- препятствовали охоте на малых полосатиков, проводившейся в Южном Океане якобы в научных целях, а также экологически неустойчивому рыболовству.

Начиная с 1987—1988 года, полярники «Гринписа» проводили неофициальные и неожиданные визиты на различные антарктические полярные станции с целью проведения общественных экологических инспекций. Инспекторов там встречали по-разному: от приглашения на ланч до «неожиданно появляющегося» военного эскорта. По отчётам «Гринписа», с 1987 по 2001 год его участники посетили более 160 мест в Антарктике, в основном, на Антарктическом полуострове и Земле Виктории. Эти отчёты и фотографии с мест проведения акций прямого действия в Антарктике были представлены на международных консультациях по Договору об Антарктике (англ. Antarctic Treaty Consultative Meetengs), заседаниях АНТКОМа и Международной комиссии по промыслу китов.
Усилия «Гринписа», «Коалиции Антарктики и Южного Океана» и других неправительственных организаций не пропали даром: Австралия и Франция отказались подписывать «Конвенцию о регулировании деятельности по использованию минеральных ресурсов Антарктики» (англ. Convention on the Regulation of Antarctic Mineral Resource Activities), допускавшую разведку месторождений и добычу полезных ископаемых, и ни одно государство не ратифицировало её. А в 1991 году в Мадриде был подписан «Протокол об охране окружающей к Договору об Антарктике» (Мадридский протокол) (англ. Protocol on Environmental Protection to the Antarctic Treaty), установивший 50-летний мораторий на использование минеральных ресурсов антарктического региона. Этот протокол вступил в силу в 1998 году и действует до 2048 года (с возможностью продления или пересмотра).
Кроме того, в 1994 году был Международной комиссией по промыслу китов был создан Китовый заповедник Южного Океана, и китобойный промысел в антарктических водах был запрещён.

## Закрытие станции и дальнейшие события
После подписания Мадридского протокола основная задача антарктической кампании «Гринписа» в целом и Уорлд-Парк-Бейс в частности была выполнена. Дальнейшее поддержание работы антарктической станции оказалось слишком дорогостоящим для неправительственной организации, существующей на частные пожертвования. Поэтому в 1991—1992 году станция была закрыта и полностью демонтирована, а её территория рекультивирована и ремедиирована. До 1995—1996 года «Гринпис» продолжал проводить экологический мониторинг в районе своей бывшей полярной станции, а также акции в различных странах в поддержку ратификации и исполнения Мадридского протокола, достигшие своей цели в 1998 году.
В дальнейшем «Гринпис» стал уделять больше внимания глобальным последствиям изменений, происходящих в Антарктике, и их взаимосвязи с глобальным потеплением, а также нелегальному рыболовству в Южном Океане.
Экологические нормы стали неотъемлемой частью системы международных соглашений об Антарктике. «Коалиция Антарктики и Южного Океана» получила в 1991 году статус эксперта на международных консультациях по Договору об Антарктике (до этого такие консультации и переговоры велись за закрытыми дверями, и представители общественности могли общаться с делегатами государств только во время перерывов). Однако запрос «Гринписа» о получении такого же статуса был отклонён.
Результаты нескольких научных исследований, проведённых в Антарктике при поддержке «Гринписа», были опубликованы в реферируемых научных журналах.

## Критика
Майкл Браун (англ. Michael Brown) и другие оценивали акции «Гринписа» в Антарктике как «конфронтационные» и не способствующие мирным взаимоотношениям. Другие, в том числе Алан Хеммингс (англ. Alan Hemmings), полагали, что широкое освещение антарктических компаний «Гринписа» в средствах массовой информации привело к росту туризма в Антарктике, что также оказывает негативное влияние на её уязвимую природу.